# Televiziune digitală terestră

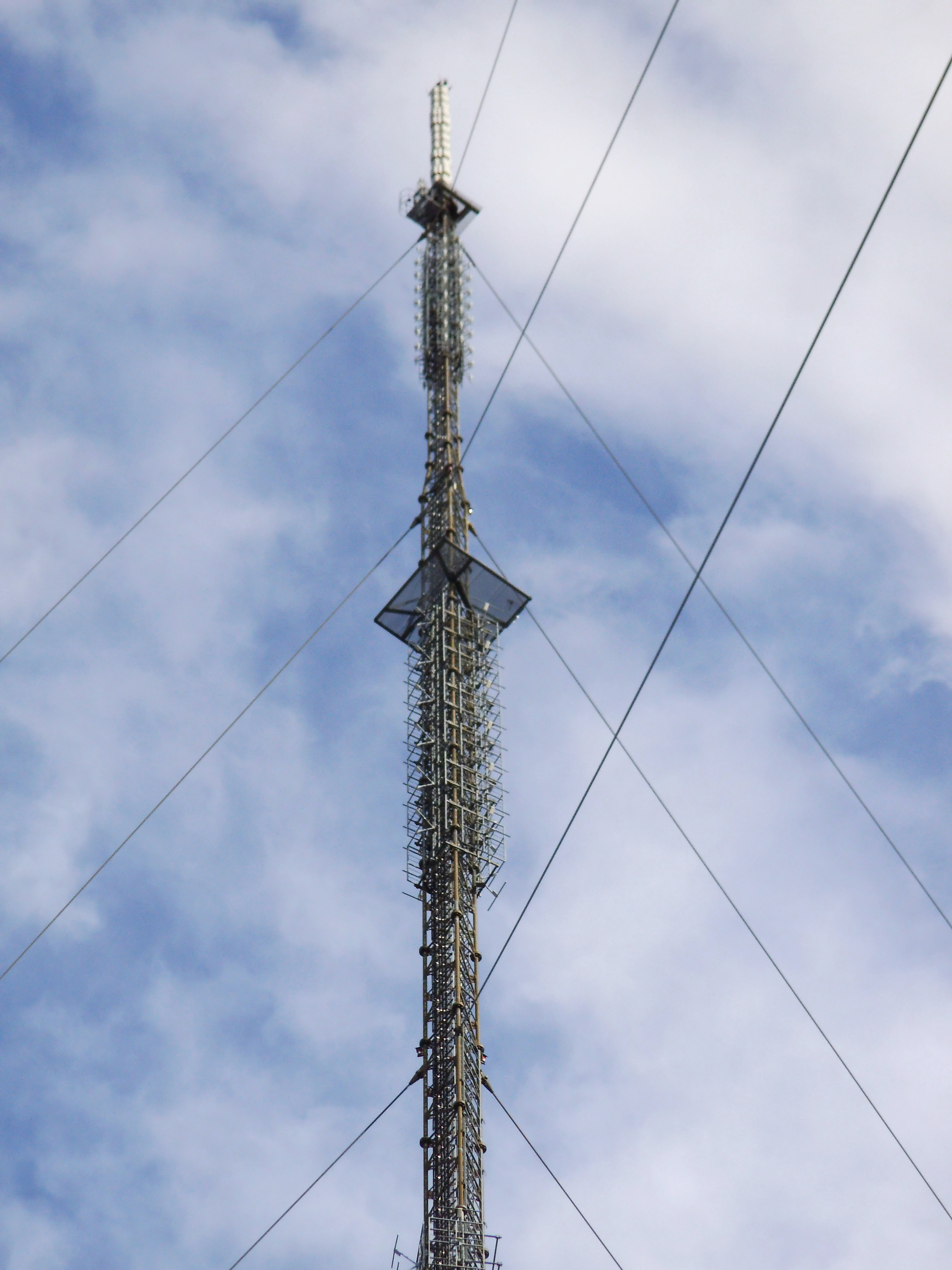
Antenă DVB-T în Sør-Trøndelag, Norvegia

Televiziunea digitală terestră (engleză: Digital Video Broadcasting – Terrestrial sau digital terrestrial television, prescurtat DTTV, DTT, sau DTTB cu „broadcasting") este un sistem de televiziune digitală care folosește normele DVB-T, ISDB și ATSC în benzile de unde VHF-III / UHF-V deja utilizate la transmisiile terestre analogice. Aici „terestru” se referă la difuzarea (prin aer) a semnalului pe baza unor antene amplasate la sol (și nu via sateliți sau în alt mod).
Tehnologia DVB-T a apărut pentru prima dată în anul 1997 în Anglia, ca o necesitate de a transmite mai multe posturi de televiziune într-o calitate superioară, în același spațiu spectral necesar unui singur program transmis analogic.

Sistemul DVB-T la nivel mondial

La nivel mondial, există mai multe standarde de televiziune digitală terestră:
- Digital Video Broadcasting (DVB-T) – Europa, Australia, Noua Zeelandă, Asia și Africa
- Advanced Television System Committee (ATSC) – S.U.A., Canada, Mexic și Coreea de Sud
- Integrated Services Digital Broadcasting (ISDB, ISDB-T) – Japonia, Filipine și America de Sud
- Digital Terrestrial Multimedia Broadcasting (DTMB) – China, Hong Kong și Macau
- Digital Multimedia Broadcasting (DMB) – Coreea de Sud; pentru transmitere multimedia TV, radio și data casting la dispozitive mobile, cum ar fi telefoane mobile, laptop-uri și sistemele de navigație GPS.
- Digital Video Broadcasting - Handheld (DVB-H) –Televiziunea digitală terestră mobilă, transmisie TV terestră pentru utilizatori mobili.
- DVB-T de generația a doua (DVB-T2)

## Avantaje
Digitalizarea difuzării are mai multe avantaje: 
- În cadrul unui singur canal TV analog, se pot transmite până la 8 programe digitale.
- Calitatea imaginii este superioară în comparație cu transmisiile actuale, permițând formate 3/4, 16/9 sau înaltă definiție (HD).
- Sunet de înaltă fidelitate (Dolby, 5.1, etc),
- Vizionarea programelor Pay-per-view (PPV), care reprezintă vizionarea la cerere a unor filme sau evenimente programate.
- Permite adăugarea altor tipuri de servicii de mare viteză (internet, comerț electronic) alături de transmisiile TV.[2]

## Particularități
- Televiziunea digitală terestră utilizează standardul DVB-T în modulația QPSK (Quadrature Phase Shift Keying), 16-QAM sau 64-QAM (Quadrature Amplitude Modulation - Modulație de amplitudine în cuadratură).
- Lărgimea canalului este de 7 – 8 MHz.
- Debitul total de informație poate varia între 1,5 Mbit/s și 30 Mbit/s (uzual este de 2 - 6 Mbit/s).
- Transmisia în zona de acoperire locală este de tip OFDM - Orthogonal Frequency-Division Multiplexing (multiplexare cu diviziune ortogonală de frecvență); în cadrul acestei metode de transmisie sunt utilizate mai multe purtătoare de radiofrecvență, de ordinul miilor, ortogonale între ele, modulate digital și dispuse într-o bandă de transmisie corespunzătoare unui canal TV analogic de 7 – 8 MHz.[3]

## Mod de funcționare
Semnalul analogic al unui canal de TV este digitalizat (numerizat), compresat (micșorat)în format MPEG-2 sau MPEG-4 și multiplexat (amestecat) cu alte canale. Semnalul astfel obținut este transmis până la telespectator pe un canal analog, în principiu la fel ca și în televiziunea analogică, prin atmosferă. Cu ajutorul unui tuner (selector de canale) digital și decodor integrat deja în televizoarele moderne, sau și extern în cazul celor mai vechi, telespectatorul filtrează semnalele canalelor multiplexate și le poate recepționa pe fiecare în parte.  
Televiziunea digitală terestră permite și transmisia programelor de înaltă rezoluție în diverse formate (4:3, 16:9 etc.).

## Europa
DVB-T este sistemul european. Semnalul este difuzat în VHF și/sau UHF. Numărul de canale ce pot fi transmise este în funcție de metoda de modulare folosită (între 4 și 6). Modularea semnalului în DVB-T este COFDM (64 sau 16 Quadrature Amplitude Modulation, QAM). 
În general un multiplex modulat în 64QAM permite difuzarea unui număr mare de canale, dar este mai sensibil la interferențe. În schimb în 16QAM sensibilitatea la interferențe scade, dar scade și numărul de canale difuzat. 
Cele două metode de modulare 16 și 64QAM pot fi însă combinate într-un singur multiplex, oferind o scădere controlată a modulației în funcție de tematica programelor difuzate. Recepția se face printr-un receptor conectat televizorului clasic, sau direct cu televizoare cu tuner digital integrat.
În România s-a folosit acest standard DVB-T doar în București și în Sibiu. Canalele erau recepționate pe o distanță destul de mare în jurul Bucureștiului, semnalul ajungând până în Ploiești.

## America
Americanii au adoptat standardul ATSC (de la Advanced Television Systems Committee) - modulare 8VSB, cu o lărgime de bandă foarte mare. Acest standard are o rezistență mare la interferențe, dar exclude din start utilizarea unei rețele bazate pe o singură frecvență în toată țara. (SUA nu-și pun această problemă, față de penuria de frecvențe din Europa.) 
Atât DVB-T cât și ATSC folosesc compresia MPEG-2. Ele se deosebesc însă prin codarea serviciilor oferite (multicanal audio, înregistrare, ghid de programe). 
ATSC a fost adoptat de către SUA, Canada, Mexic și Coreea de Sud, iar alte state îl studiază cu atenție. Permite, la fel ca și DVB-T-ul, difuzarea programelor în format 16:9 cu o rezolutie înaltă, de 1920×1080 pixeli (Full HD). 
ATSC permite un sunet Dolby Digital (AC-3) "5.1" surround home cinema (home theater) etc. Alte aspecte: sistemul poate suporta formatul video PAL/SECAM/NTSC 625/525 cu 24/50/60 imagini pe secundă.

## Japonia
ISDB-T: Japonia a pus la punct sistemul ISDB (Integrated Services Digital Broadcasting) bazat de asemenea pe compresia audio/video MPEG-2 și capabil să ofere imagini cu înaltă definiție (HDTV). ISDB este un acronim similar cu ISDN din telefonia digitală. ISDB permite, la fel ca și ISDN-ul, un multiplexaj de canale. Semnalul este difuzat în VHF și/sau UHF utilizând COFDM cu PSK/QAM. 

## Diferențe
Bazele celor trei standarde sunt comune. 
Diferențele constau în utilizarea spectrului electromagnetic (o economie bine gândită în cazul DVB-T, dar o „risipă de lux” în cazul ATSC). 
ATSC permite numai rezoluția maximă (din acest moment), 1920/1080, pe când DVB-T permite atât rezoluția de bază 1280/720, cât și 1920/1080. Decizia între ele este până la urmă o chestiune comercială, analog cu DVD-urile zonate ce un pot fi „citite” pe orice player - Zona 1 America, Zona 2 Europa etc. 
Standardul japonez ISDB-T oferă o multitudine de servicii suplimentare în funcție de cantitatea de date transmisă. Cu cât sunt difuzate mai multe canale, cu atât cantitatea de servicii scade și viceversa. ISDB-T permite SFN (Single frequency Network – Rețea bazată pe Isofrecvență), dar și clasica rețea formată din mai multe frecvențe.

## Tranziția de la analogic la digital
UE a cerut ferm țărilor membre ca oprirea analogicului să se facă în principiu până în 2012. România a întârziat ca de obicei încă cinci ani. Prima țară care a sistat integral emisia analogică a fost  Olanda, la finele lunii noiembrie 2006. 
În România, după întârzieri repetate și un lobby puternic din partea industriei cablului, un singur multiplex a fost pus în funcțiune, în DVB-T2 destinat exclusiv televiziunii publice.

## DVB-T2
Sistemul DVB-T2 (DVB-T de generația a doua) este bazat pe aceleași principii ca și DVB-T. Este cel mai avansat dintre sistemele similare și introduce cele mai recente tehnici de modulație și codare pentru a permite utilizarea foarte eficientă a spectrului terestru disponibil la furnizarea de servicii audio, video și de date la echipamentele fixe, portabile și mobile.
A fost standardizat în septembrie 2009 și are importantul avantaj al capacității sporite față de sistemul DVB-T cu aproximativ 30% și un semnal mult mai rezistent erorilor. Rata mai mare de tranfer împreună cu codarea MPEG-4, face posibilă lansarea unor noi servicii care necesită utilizarea de capacități mari cum ar fi televiziunea de înaltă definiție HDTV și televiziunea 3D. Primul multiplex DVB-T2 exclusiv HD a fost lansat în septembrie 2015 în Marea Britanie de către Freeview cu 5 canale HD. 

## Televiziune digitală terestră mobilă (DVB-H)
DVB-H este o extindere a standardului DVB-T, destinat echipamentelor portabile. DVB-H este bazat pe standardul DVB-T având unele caracteristici noi care oferă posibilitatea de a recepționa servicii de radiodifuziune digitale video la terminale portabile și mobile. Standardul DVB-H a fost adoptat ca standard ETSI în noiembrie 2004.

## Legături externe
- De ce televiziunea digitală terestră nu este o alternativă viabilă pentru firmele de cablu și satelit
- Ce este și cum poate fi recepționată televiziunea digitală terestră: Până la 14 programe TV în format Standard Definition (SD) vor fi recepționate gratuit până pe 17 iunie 2015 - spune SNR
- Televiziunea se schimbă pentru totdeauna în România Arhivat în 26 ianuarie 2022, la Wayback Machine.
- Primul emițător privat cu semnal digital terestru – DVB-T2 – a fost lansat la Buzău de TV Sat 2002
- Romania Switching to DVB-T2
- DVB-T2 Map